# 新华网
新华网（上交所：603888），由新华社主办，是新华社的官方网站，由北京总网和分布于中国各地的30多个地方频道及新华社的十多家子网站联合组成，属世界范围内最重要的中文新闻网站之一。网站每天以中（简、繁）、英、法、西、俄、阿和日七种语言、全天候不间断地发布新闻信息，每日更新量近4,500条。内容以新闻为主，分为要闻专区和新闻专区两大板块，包括国内、国际、财经、证券、体育、科技、IT、法制、社会、娱乐、教育、校园、读书、汽车等十四大新闻类别；2003年8月21日开始向国内外传播新闻、音乐、体育、教育、科技、财经等多媒体节目。网站最高日点击量超过1.2亿，页面最高日浏览量超过3,000万。经过六次改版后的网站，现接入互联网带宽为300-1,000兆。根据alexa，2018年1月27日网站排名為全球129位、中國22位。新华网总部地址位于北京市大兴区西红门镇北兴路（东段）2号，邮编100162。

## 历史
新华网站建于1997年11月7日，定名为“新华通讯社网站”，网址：www.xinhua.org；2000年3月更名为“新华网”；2000年7月，成立新华网络有限公司，新华网启用新域名www.xinhuanet.com；2000年12月12日，批准新华网从事登载新闻业务；2002年8月25日，正式启用位于北京西单高登大厦的第二工作平面，网站总面积达到4300多平方米，为中共规模最大的互联网新闻发布服务平台。

## 影响
国际方面：2001年1月4日，世界传媒巨子默多克参观新华网；2001年1月23日，联合国秘书长科菲·安南通过新华网，向全体华人发出新春祝贺；2003年10月31日，欧盟委员会主席普罗迪访问新华网。
国内方面：李鹏、李铁映、丁关根、李长春等人多次考察网站；各省市区负责人多次做客直播室与网民交流，演艺界知名人士也先后做客直播室。
作为中华人民共和国国家通讯社新华社下属的网站，新华网多次作为网站独家报道政府的重要会议；重要的国事活动，如独家授权对中美两国元首（2002年2月21日）共同会见记者时的多媒体现场直播；独家受权实时报道中国首次载人航天飞行（2003年10月15至16日）。
2009年2月28日，中华人民共和国国务院总理温家宝通过中国政府网和新华网与网友交流，这是中国国务院总理历史上首次与全球网民进行在线文字与视频交流。

## 爭議事件

### 科尔斯塔採訪事件
在刘晓波2010年10月8日获诺贝尔和平奖之後，10月14日新华网登出一篇文章《诺贝尔和平奖授予刘晓波“大错特错”——挪威学者批评诺贝尔委员会居心不良》。文章中說“挪威科技大学教授阿努尔夫·科尔斯塔10月12日接受新华社记者采访时，严厉批评挪威诺贝尔委员会把今年的和平奖授予刘晓波，说‘这是大错特错’，‘诺委会这么做居心不良’，其目的是想在中国推行西方价值观和政治制度。”
法新社报道，科尔斯塔教授得知新华网的报道后，立刻在挪威奧斯陸发表声明指出：“这纯粹是造谣、是戈培尔的故伎重演。”科尔斯塔说，有人企图假借挪威人的名义损害挪威诺贝尔奖的名声，其卑鄙目的永远不会得逞。科尔斯塔表示，完全赞成诺委会把今年的和平奖授予中国民运人士刘晓波，同时祝愿中国人民早日获得自由。
德国之声中文网报道，德国之声10月17日通过电话对科尔斯塔进行了采访。科尔斯塔表示，自己确实接受过中国记者的采访，他也看了新华网的相关英语报道，其中引述的他的观点并没有什么特别之处；此外，他也没有发表声明指责新华社造谣，对此他一无所知。科尔斯塔还强调，自己在接受挪威以及外国媒体的采访时，曾经多次表达过对诺贝尔和平奖委员会的不满。

### 馬英九被大陸遊客熊抱事件
2011年7月1日中華民國總統馬英九被大陸女遊客握手時遭到熊抱，新華網同月9日一則以《馬英九遭大陸女遊客熊抱 遭台警拘捕》為題的新聞，稱女陸客被帶走調查，新聞並指該報導引述自台灣媒體。兩岸媒體人並因此在新浪微博上掀起筆戰，新華網現已修改其報導內容。

### 李安致詞被刪事件
第85屆奧斯卡金像獎，台灣導演李安發表獲奥斯卡最佳导演奖感言時提到：“謝謝台灣，特別是台中”，新華網刪去有關內容，濃縮成“謝謝大家”。不少網民認為是“政治過敏”。

### 華盛頓郵報購買事件
美國《紐約客》諷刺專欄刊登類似「給我報報」的嘲謔惡搞文章，戲稱亞馬遜公司創辦人杰夫·贝佐斯是因為誤點滑鼠鍵，才買下《華盛頓郵報》。新華網將惡搞假新聞當作真實新聞翻譯刊登，並隨後被《人民日報》等大批媒體紛紛轉載。

### 冒充新华网名义发表“史润龙”相关文章
2018年9月，网络上先后出现了《新华网评：“扶贫英雄”史润龙扶贫金句引发的社会思考》、《脱贫攻坚：深刻领会史润龙同志连带帮扶思想》等与宣称为“扶贫英雄”、湖南省涟源市荷塘镇的“知名人物”史润龙的相关文章。9月7日晚，新华网发布《郑重声明》，表示这一行为“严重损害我网形象”，已第一时间向相关部门举报，并将根据核查结果依法追究冒用者的相关责任。9月10日，山东省济南市公安局市中区分局发布通报称，史润龙为满足个人虚荣心，编造“山东省互联网经济研究中心处长”等各种头衔，同时冒充新华网名义发表文章，并PS图片虚构场景在网上进行发布，造成恶劣社会影响，案件正在进一步调查处理中。

## 準備在股票市場上市
2012年1月8日，繼人民日報社旗下人民網去年A股上市後，中國證監會網站的IPO申報企業資料顯示，新華網申請在上海证券交易所上市已獲受理。
2016年10月28日，新华网股票在上海证券交易所挂牌上市：当日开盘价报每股27.69元，集合竞价期间报每股33.23元，顶格上涨20.01%，开盘后无悬念封涨停。